# Campionato mondiale di football americano Under-20
Il Campionato mondiale di football americano Under-20 è una competizione sportiva internazionale a cadenza quadriennale, in cui si assegna il titolo mondiale di football americano maschile under-20.
La prima edizione si terrà nel 2024 in sostituzione del campionato mondiale di football americano Under-19.

## Elenco edizioni
| Anno          | Ospitante        |            | Finale    | Finale     | Finale     |           | Finale terzo e quarto posto | Finale terzo e quarto posto | Finale terzo e quarto posto |
| Anno          | Ospitante        | Vincente   | Risultato | 2º posto   | 3º posto   | Risultato | 4º posto                    |                             |                             |
| 2024 Dettagli | Edmonton, Canada | Segnaposto |           | Segnaposto | Segnaposto |           | Segnaposto                  |                             |                             |